# Piophila pilosa
Piophila pilosa är en tvåvingeart som beskrevs av Rasmus Carl Staeger 1845. Piophila pilosa ingår i släktet Piophila och familjen ostflugor. Inga underarter finns listade i Catalogue of Life.